# Laguna Amargo
La laguna Amargo es un cuerpo superficial de agua un "ojo del mar" ubicado en la cordillera de la Región del Maule, en la cuenca superior del río Longaví.

## Ubicación y descripción
El norte de la laguna colinda la ribera sur del embalse Bullilleo.
Es descrita como un atractivo de la región, rodeada de bosques nativos y servicios para el turismo con senderos hasta cascadas cercanas.